# 阿德里亚诺斯·科穆宁
阿德里亚诺斯·科穆宁（希腊语：Ἁδριανὸς Κομνηνός） 是拜占庭帝国贵族将领，皇帝阿莱克修斯一世（1081-1118年在位）之弟。

## 生平
阿德里亚诺斯大约出生于1060-1065年之间，是伊萨克一世（1057-1059年在位）之弟宫内军家内官约翰·科穆宁与安娜·达拉瑟内之子；这对夫妇总共有八个孩子，阿德里亚诺斯排行第七，在男孩中排行第四，还有一个幼弟。根据史家小尼基弗鲁斯·布林尼乌斯的说法，丈夫约翰死后，安娜将阿德里亚诺斯与其弟尼基弗鲁斯交给导师教导，让他们接受了全方位的教育。
1081年阿德里亚诺斯的兄长阿莱克修斯成功夺取皇位，他被授予新创立的头衔“首席可敬者”，他的姐夫米海尔·塔罗尼特斯和威尼斯总督也享有这一头衔。根据史家约翰·佐纳拉斯的说法，阿德里亚诺斯参与了1082-1083年在色萨利对抗罗伯特·吉斯卡尔和博希蒙德率领的诺曼人的战役，阿莱克修斯把皇帝的服饰交给他，让他假装率军撤退，阿莱克修斯自己则计划借机从后方突袭追击的诺曼人。但在安娜·科穆宁娜的《阿莱克修斯传》中，承担这一任务的是尼基弗罗斯·梅利塞诺斯，而意大利史家阿普利亚的威廉的说法相当于这两种说法的结合：“皇帝的兄弟，名字叫阿德里亚诺斯，也被称为梅利塞诺斯”。1084年8月，阿德里亚诺斯被授予整个哈尔基季基半岛上卡桑德拉的财产收益，持续终身，可能是参与作战的奖励。
1086年底或1087年初，他接替格雷戈里·帕库里阿诺斯担任西部的宫内军家内官，1087年，他在与佩切涅格人的德里斯特拉战役中指挥位于中央的法兰克雇佣兵，战斗以惨败告终，阿德里亚诺斯差点被俘虏。《阿莱克修斯传》中也记载他参与了1091年对佩切涅格人的进攻，与“首席马夫”米海尔·杜卡斯一同监督了埃夫罗斯河上的架桥工作，但随后对莱沃尼翁战役的记载中没有提及他的作为。
不久之后，阿德里亚诺斯与兄长“至尊者”伊萨克·科穆宁在菲利普波利斯发生了争吵。伊萨克指责阿德里亚诺斯是控告他的儿子都拉齐翁都督约翰阴谋反对皇帝的幕后黑手。1094年6月，阿德里亚诺斯在塞雷主持了对前皇帝罗曼努斯四世之子尼基弗罗斯·第欧根尼阴谋刺杀阿莱克修斯一案，但尼基弗罗斯拒绝吐露他的同谋者，他也没能“说服”对方。同年，他还参与了布拉赫奈会议，会上宣布了对迦克墩的利奥的谴责。
他的死亡时间有争议，一般认为他就是一部抄本中记载的退隐到修道院的修道士约翰，死于1105年4月19日。但学者巴西略·斯库拉托斯（Basile Skoulatos）怀疑这一观点，因为在约1118年写作的仁慈圣母修道院的章程中，阿德里亚诺斯并没有被列入家族死者的名单，但在1136年基督全能君主（Pantokrator）修道院的章程中出现了，因此，他认为阿德里亚诺斯应该死于1118-1136年之间。

## 家庭
阿德里亚诺斯与“生于紫室”的公主佐伊·杜卡伊娜（君士坦丁十世与皇后欧多西亚·玛克勒姆玻利提萨的第三女）结婚。许多学者，包括保罗·马格达利诺、让-克劳德·谢内（Jean-Claude Cheynet）、康斯坦丁·瓦尔佐斯（Konstantinos Varzos）认为君士坦丁堡的帕玛卡里斯托斯教堂的铭文中记载的创建者“约翰·科穆宁与杜卡斯家的安娜”就是阿德里亚诺斯与佐伊夫妇。他们至少有三个孩子：
- 阿莱克修斯·科穆宁，生平模糊，结婚并有至少一个女儿，但家人身份未知[16]。
- 不知名字的女儿，瓦尔佐斯认为她可能叫安娜。[17]
- 不知名字的女儿，可能在1102年左右与摩纳哥的格里马尔多二世结婚，但不久之后夫妻都去世，瓦尔佐斯认为她可能叫阿莱克西娅（Alexia）[18][19]。

## 引用
1. 1 2 3  Skoulatos 1980，第5頁.
2. ↑  Varzos 1984，第52, 114頁.
3. 1 2  Gautier 1971，第231頁.
4. ↑  Varzos 1984，第114頁.
5. ↑  Varzos 1984，第114–115頁.
6. 1 2  Skoulatos 1980，第5–6頁.
7. 1 2 3  Varzos 1984，第115頁.
8. 1 2 3  Skoulatos 1980，第7頁.
9. 1 2 3 4  Gautier 1971，第232頁.
10. 1 2  Skoulatos 1980，第6頁.
11. ↑  Skoulatos 1980，第6–7頁.
12. ↑  Varzos 1984，第115–116頁.
13. 1 2  Polemis 1968，第55頁.
14. ↑  Cheynet & Vannier 1986，第150頁.
15. ↑  Varzos 1984，第117頁.
16. ↑  Varzos 1984，第266–267頁.
17. ↑  Varzos 1984，第267頁.
18. ↑  Gautier 1971，第233頁.
19. ↑  Varzos 1984，第268頁.